# Cuincy
Cuincy è un comune francese di 6 757 abitanti situato nel dipartimento del Nord nella regione dell'Alta Francia.

## Società

### Evoluzione demografica
Abitanti censiti